# Завод аміаку в Ла-Коруньї
Завод аміаку в Ла-Коруньї — колишній виробничий майданчик на північному заході Іспанії.
У 1962-му створили Organizadora de Fertilizantes de Iberia (Fertiberia), засновниками якої виступили Bank of Bilbao та зареєстрована на Багамах International Development & Investment Company. Fertiberia узялась за проєкти в галузі виробництва добрив і запустила кілька заводів, одним з яких став введений в дію у 1966-му майданчик з продукування аміаку в Ла-Коруньї. Його особливістю була відсутність похідних виробництво, втім, можливо відзначити, що інший завод Fertiberia у Кастельйон-де-ла-Плана навпаки, споживав аміак, проте не мав його виробництва.
Є відомості, що завод аміаку споруджували з розрахунку на використання газів нафтопереробки розташованого неподалік нафтопереробного заводу, який став до ладу в Ла-Коруньї в 1964-му. Втім, за іншими даними, сировиною для аміачного виробництва була naphtha — суміш легких рідких вуглеводнів.
Станом на початок 1970-х потужність майданчика Fertiberia в Ла-Коруньї становила 95 тисяч тонн аміаку на рік.
В 1974-му Fertiberia була поглинена компанією Unión Explosivos Río Tinto, а в 1975-му завод у Ла-Коруньї придбала компанія Cros. 
Історія майданчику в Ла-Коруньї виявилась не надто довгою і він був закритий до 1983 року.